# Barbara Różycka-Zarycka
Barbara Gregora Różycka-Zarycka (ur. 9 maja 1941 w Warszawie, zm. 22 października 2018 w Grójcu) – polska tłumaczka i działaczka opozycji demokratycznej w latach 70. i 80.

## Życiorys

### Dzieciństwo i młodość
Lata wojenne spędziła głównie w Piasecznie. Po wojnie mieszkała w Warszawie uczęszczając do Szkoły Podstawowej im. Słowackiego na ul. Wawelskiej, następnie Szkoły Podstawowej TPD przy ul. Kopernika, oraz Liceum im. Marii Skłodowskiej-Curie przy ul. Obrońców w Warszawie gdzie uzyskała maturę w 1958. W latach 1956–1958 zaangażowana w odrodzenie ruchu harcerskiego. Była z wykształcenia tłumaczką, absolwentką romanistyki na Uniwersytecie Warszawskim, gdzie obroniła w 1966 pracę magisterską „Saint-Évremond, critique du théâtre” pod kierunkiem profesora Rachmiela Brandwajna.

### Działalność zawodowa
Tłumaczyła z języków francuskiego, włoskiego, angielskiego, a także rosyjskiego. Od 1967 do 1968 pracowała na Uniwersytecie Warszawskim w Wyższej Szkole Języków Obcych jako lektor, skąd zwolniona została w ramach represji po wypadkach marcowych 1968. Przez długie lata zatrudniona była następnie w Ośrodku Dokumentacji i Studiów Społecznych “ODISS” w którym opracowywała między innymi na potrzeby pisma “Chrześcijanin w Świecie” omówienia myśli społecznej kolejnych papieży, przede wszystkim Pawła VI i Jana Pawła II. Jej przełożonym był tam Janusz Zabłocki. Od 1989 pracowała w Biurze Interwencji Kancelarii Senatu RP, a następnie po jego rozwiązaniu w 1994 w Biurze Studiów i Analiz Senatu. W maju i czerwcu 1992 r. była krótko doradcą Przewodniczącego Komitetu do Spraw Radia i Telewizji. Od połowy lat 90. mieszkała w Piasecznie. Przeszła na emeryturę w 2003.

### Działalność opozycyjna
W latach 70. i 80. zaangażowana była aktywnie w działalność opozycji demokratycznej, w szczególności wchodząc w skład Biura Interwencyjnego KSS “KOR” kierowanego przez Zbigniewa i Zofię Romaszewskich oraz pracując nad zbieraniem materiałów i przygotowaniem licznych opracowań dotyczących prześladowań politycznych w PRL, m.in. rozdziału poświęconego więziennictwu tzw. Raportu Madryckiego. Od powstania Niezależnej Oficyny Wydawnicza NOWA była jej współpracownikem, m.in. skontaktowała wydawnictwo z inż. Leonem Nowakowskim, który zajął się serwisowaniem pierwszych powielaczy oraz kolportowała publikacje. W latach 1980–1981 pracowała w Komisji Interwencji i Mediacji Regionu Mazowsze NSZZ “Solidarność”. W marcu 1981 weszła w skład zespołu redakcyjnego pisma „Interwencje-Praworządność” wydawanego przez Biuro Interwencyjne MKZ NSZZ „Solidarność” Region Mazowsze razem z Markiem Hołuszką, Anną Jaworską, Mieczysławem Klasą, Jarosławem Kosińskim i Zbigniewem Romaszewskim, jako redaktorem naczelnym. W latach 80. działała w podziemnej Komisji Interwencji i Praworządności NSZZ „Solidarność”, w szczególności od 1986 wchodziła w skład redakcji pisma „Prawo i Bezprawie” (razem z Wandą Falkowską, Wiktorem Mikusińskim), a od 1988 pisma „Informacja Komisji Interwencji i Praworządności” (razem z Nelly Biesiekierską, Jarosławem Szczepańskim i Andrzejem Malanowskim). W 1988 brała udział w organizacji Międzynarodowej Konferencji Praw Człowieka w Krakowie, a następnie jej dwu kolejnych edycji (planowanej początkowo w Wilnie a ostatecznie zorganizowanej w Leningradzie „Drugiej Międzynarodowej Konferencji Praw Człowieka” we wrześniu 1990, oraz konferencji trzeciej w Warszawie w 1998). Współzałożyciel Stowarzyszenia Penitencjarnego „Patronat”.

## Życie prywatne
Urodziła się jako córka Stefana Zbigniewa (1906-1988) i Wiesławy (1915-2004) ze Stopczyków Różyckich. W 1969 wyszła za mąż za Wiesława Zaryckiego z którym miała jednego syna. Rozwiodła się w 1972. Zmarła w dniu 22 października 2018 w Grójcu. Pochowana została na cmentarzu Powązkowskim w kwaterze 118 rząd 3 miejsce 25 razem ze swoją babką Reginą Różycką z Rogozińskich.

## Odznaczenia i wyróżnienia
Za swoje zaangażowanie w opozycji została odznaczona w sierpniu 2008 przez prezydenta Lecha Kaczyńskiego Krzyżem Oficerskim Orderu Odrodzenia Polski. Wcześniej, w lutym 2008 została odznaczona Krzyżem Oficerskim Orderu “Za Zasługi dla Litwy” przez prezydenta Valdasa Adamkusa w uznaniu jej zasług dla odzyskania niepodległości przez Republikę Litewską.